# Liste der Bodendenkmäler in Bad Reichenhall

Wappen von Bad Reichenhall

Auf dieser Seite sind die Bodendenkmäler in der oberbayerischen Großen Kreisstadt Bad Reichenhall zusammengestellt. Diese Tabelle ist eine Teilliste der Liste der Bodendenkmäler in Bayern. Grundlage ist die Bayerische Denkmalliste, die auf Basis des Bayerischen Denkmalschutzgesetzes vom 1. Oktober 1973 erstmals erstellt wurde und seither durch das Bayerische Landesamt für Denkmalpflege geführt wird. Die folgenden Angaben ersetzen nicht die rechtsverbindliche Auskunft der Denkmalschutzbehörde.

## Bodendenkmäler nach Ortsteil

### Bad Reichenhall
| Lage | Objekt | Akten-Nr.     | Bild                           |
| --- | --- | ------------- | ------------------------------ |
| St. Zeno (Standort) | Untertägige mittelalterliche und frühneuzeitliche Befunde im Bereich der ehem. Stifts- und Kath. Pfarrkirche St. Zeno in Bad Reichenhall und ihrer Vorgängerbauten sowie der angeschlossenen Stiftsgebäude und barocken Gartenanlagen. | D-1-8243-0018 | weitere Bilder                 |
| Im Kirchholz (Standort) | Abschnittsbefestigung des frühen Mittelalters. | D-1-8243-0034 |                                |
| Bei der Pfarrkirche St. Nikolaus (Standort)                                                                                           | Untertägige mittelalterliche und frühneuzeitliche Befunde im Bereich der Kath. Stadtpfarrkirche St. Nikolaus in Bad Reichenhall und ihrer Vorgängerbauten.                                                                             | D-1-8243-0104 | weitere Bilder                 |
| Alte Saline, Ensemble Obere Stadt (Standort)                                                                                          | Untertägige mittelalterliche und frühneuzeitliche Siedlungsteile im Bereich der historischen Altstadt und der Saline von Bad Reichenhall.                                                                                              | D-1-8243-0137 | weitere Bilder                 |
| Salzburger Straße, Einmündung Klosterstraße (Standort)                                                                                | Abgegangene Kirche „St. Maria“ des Mittelalters und der frühen Neuzeit mit zugehörigem Friedhof. | D-1-8243-0147 | Abgegangene Kirche St. Maria   |
| Beim Hotel Axelmannstein (Standort)                                                                                                   | Untertägige spätmittelalterliche und frühneuzeitliche Befunde im Bereich des ehem. Schlosses Achselmannstein in Bad Reichenhall und seiner Vorgängerbauten.                                                                            | D-1-8243-0149 | weitere Bilder                 |
| Im Bereich der Stadtmauer (Standort)                                                                                                  | Untertägige mittelalterliche und frühneuzeitliche Befunde im Bereich der ehem. Stadtbefestigung von Bad Reichenhall. | D-1-8243-0163 | weitere Bilder                 |
| Bei der Burg Gruttenstein (Standort)                                                                                                  | Untertägige mittelalterliche und frühneuzeitliche Befunde im Bereich von Burg Gruttenstein in Bad Reichenhall und ihrer Vorgängerbauten.                                                                                               | D-1-8243-0164 | weitere Bilder                 |
| Bei der Kirche St. Ägidien (Standort)                                                                                                 | Untertägige mittelalterliche und frühneuzeitliche Befunde im Bereich der Kath. Kirche St. Ägidius in Bad Reichenhall. | D-1-8243-0165 | weitere Bilder                 |
| Bei der Kirche St. Johannes (Standort)                                                                                                | Untertägige mittelalterliche und frühneuzeitliche Befunde im Bereich der Kath. Spitalkirche St. Johannes in Bad Reichenhall und ihrer Vorgängerbauten sowie des abgegangenen Johannesspitals.                                          | D-1-8243-0166 | weitere Bilder                 |
| Heutige Brunnhauskapelle (Standort)                                                                                                   | Untertägige frühneuzeitliche Befunde im Bereich der Kath. Salinenkapelle St. Rupert in Bad Reichenhall und ihres Vorgängerbaus. | D-1-8243-0167 | weitere Bilder                 |
| Bereich der ehemaligen Triftanlagen; Anton-Winkler-Straße, Berchtesgadener Straße, Innsbrucker Straße, Wittelsbacherstraße (Standort) | Untertägige mittelalterliche und frühneuzeitliche Befunde im Bereich der vorstädtischen Siedlungserweiterungen und Triftanlagen von Bad Reichenhall.                                                                                   | D-1-8243-0169 |                                |
| Salzburger Straße, Nähe Rinckstraße (Standort)                                                                                        | Abgegangene Kirche „St. Michael“ des Mittelalters und der frühen Neuzeit mit zugehörigem Leprosenhaus. | D-1-8243-0182 | Abgegangene Kirche St. Michael |
| Gmainer Straße, Pfannhauserweg (Standort)                                                                                             | Hochmittelalterliche Vorbefestigung der Stadtmauer von Bad Reichenhall und von Burg Gruttenstein. | D-1-8243-0194 | weitere Bilder                 |

### Karlstein
| Lage                                                   | Objekt | Akten-Nr.     | Bild                                                                                     |
| ------------------------------------------------------ | --- | ------------- | ---------------------------------------------------------------------------------------- |
| Schmalschlägerstraße, Oberhalb Moserweg (Standort)     | Brandgräber und Siedlung der Urnenfelderzeit sowie Siedlung der späten Latènezeit.                                                                          | D-1-8243-0045 | Siedlung der Urnenfelderzeit und späten La-Tenè-Zeit                                     |
| Schmalschlägerstraße, Pankrazberg, Burgberg (Standort) | Siedlung der Bronzezeit, Siedlung und Brandgräber der Urnenfelderzeit, Siedlung der Hallstattzeit und der späten Latènezeit sowie der römischen Kaiserzeit. | D-1-8243-0049 | Siedlungen Bronzezeit, Urnenfelderzeit, Hallstattzeit, La-Tenè-Zeit, römische Kaiserzeit |
| Langackertal (Standort)                                | Siedlung der späten Latènezeit. | D-1-8243-0063 |                                                                                          |
| Langackertal (Standort)                                | Siedlung der Bronzezeit. | D-1-8243-0065 |                                                                                          |
| Langackertal (Standort)                                | Brandopferplatz und Brandgräberfeld der Bronzezeit. | D-1-8243-0066 |                                                                                          |
| Fischzuchtstraße/Poschengrund (Standort)               | Brandgräberfeld der römischen Kaiserzeit sowie Siedlung der Latènezeit.                                                                                     | D-1-8243-0067 |                                                                                          |
| Fischzuchtstraße (Standort)                            | Körpergräber und Siedlung der Bronzezeit sowie Siedlung der römischen Kaiserzeit.                                                                           | D-1-8243-0068 | Siedlungen der Bronze- und römischen Kaiserzeit                                          |
| Amerangholz (Standort)                                 | Burgstall des hohen Mittelalters. | D-1-8243-0133 | weitere Bilder                                                                           |
| (Standort)                                             | Burgstall des hohen Mittelalters. | D-1-8243-0134 | Burgstall Vager                                                                          |
| Oberhalb Gasthof Kaitl (Standort)                      | Burgstall und abgegangene Mautstation des hohen Mittelalters, sog. Maut zu Karlstein.                                                                       | D-1-8243-0135 | Maut zu Karlstein                                                                        |
| Bei der Burgruine Karlstein (Standort)                 | Untertägige mittelalterliche und frühneuzeitliche Befunde im Bereich der Burgruine Karlstein.                                                               | D-1-8243-0170 | weitere Bilder                                                                           |
| Pankrazberg (Standort)                                 | Untertägige mittelalterliche und frühneuzeitliche Befunde im Bereich der Kirche St. Pankraz auf dem Pankranzberg und ihrer Vorgängerbauten.                 | D-1-8243-0171 | weitere Bilder                                                                           |
| Schmalschlägerstraße, Nähe Schlössl (Standort)         | Siedlung vorgeschichtlicher Zeitstellung, u. a. der Bronzezeit.                                                                                             | D-1-8243-0193 | weitere Bilder                                                                           |

### Kirchberg
| Lage                                              | Objekt | Akten-Nr.     | Bild                             |
| ------------------------------------------------- | --- | ------------- | -------------------------------- |
| Nähe Hirschmühlenweg (Standort)                   | Reihengräberfeld des frühen Mittelalters.                                                                                                   | D-1-8243-0015 | Reihengräberfeld Hirschmühlenweg |
| Am Schroffen (Standort)                           | Siedlung vorgeschichtlicher Zeitstellung, u. a. der Bronzezeit.                                                                             | D-1-8243-0021 | Siedlung am Schroffen            |
| Am Kirchberg, nahe Thumseestraße 10/11 (Standort) | Burgstall des hohen Mittelalters mit abgegangener Kapelle St. Georg.                                                                        | D-1-8243-0037 | Burgstall Kirchberg              |
| Thumseestraße/Schödtlweg (Standort)               | Wüstung des hohen oder späten Mittelalters.                                                                                                 | D-1-8243-0042 | Wüstung des Mittelalters         |
| Thumseestr. 11 (Standort)                         | Untertägige mittelalterliche und frühneuzeitliche Befunde im Bereich des Kirchberg-Schlössls in Bad Reichenhall und seiner Vorgängerbauten. | D-1-8243-0181 | weitere Bilder                   |

### Nonn
| Lage                                         | Objekt | Akten-Nr.     | Bild                    |
| -------------------------------------------- | --- | ------------- | ----------------------- |
| Nonner Unterland, bei Haus Nr. 32 (Standort) | Siedlung der Bronzezeit. | D-1-8243-0057 |                         |
| Listsee (Standort)                           | Siedlung der Bronzezeit. | D-1-8243-0062 | Siedlung der Bronzezeit |
| Beim Nonner Kircherl (Standort)              | Untertägige mittelalterliche und frühneuzeitliche Befunde im Bereich der Kath. Filialkirche St. Georg in Nonn und ihrer Vorgängerbauten. | D-1-8243-0172 | weitere Bilder          |

### Thumsee
| Lage                                       | Objekt                             | Akten-Nr.     | Bild                              |
| ------------------------------------------ | ---------------------------------- | ------------- | --------------------------------- |
| Am Thumsee, Parkplatz Madlbauer (Standort) | Siedlung der römischen Kaiserzeit. | D-1-8242-0002 | Siedlung der römischen Kaiserzeit |

### Marzoll
| Lage                                | Objekt | Akten-Nr.     | Bild           |
| ----------------------------------- | --- | ------------- | -------------- |
| Römerstraße (Standort)              | Siedlung vorgeschichtlicher Zeitstellung, u. a. der Bronzezeit, Brandgräber der Urnenfelderzeit und Villa rustica der römischen Kaiserzeit.        | D-1-8243-0079 | weitere Bilder |
| Untersbergstraße (Standort)         | Verebneter Grabhügel vorgeschichtlicher Zeitstellung.                                                                                              | D-1-8243-0083 | weitere Bilder |
| Nördlich Schloss Marzoll (Standort) | Siedlung vorgeschichtlicher Zeitstellung. | D-1-8243-0086 | weitere Bilder |
| Untersbergstraße (Standort)         | Siedlung der Bronzezeit und der Urnenfelderzeit.                                                                                                   | D-1-8243-0116 | weitere Bilder |
| Schloss Marzoll (Standort)          | Untertägige mittelalterliche und frühneuzeitliche Befunde im Bereich von Schloss Marzoll und seiner Vorgängerbauten mit zugehörigen Gartenanlagen. | D-1-8243-0158 | weitere Bilder |
| Kirche St. Valentin (Standort)      | Untertägige mittelalterliche und frühneuzeitliche Befunde im Bereich der Kath. Pfarrkirche St. Valentin in Marzoll und ihrer Vorgängerbauten.      | D-1-8243-0159 | weitere Bilder |

### Schwarzbach
| Lage                      | Objekt                      | Akten-Nr.     | Bild |
| ------------------------- | --------------------------- | ------------- | ---- |
| Am Goring (Standort)      | Schanze der frühen Neuzeit. | D-1-8243-0109 |      |
| Beim Buchenhof (Standort) | Schanze der frühen Neuzeit. | D-1-8243-0110 |      |

### Weißbach
| Lage                                   | Objekt                   | Akten-Nr.     | Bild                    |
| -------------------------------------- | ------------------------ | ------------- | ----------------------- |
| Grenzlandstraße/Olympiaring (Standort) | Siedlung der Bronzezeit. | D-1-8243-0081 | Siedlung der Bronzezeit |

### unbekannt
| Lage | Objekt                                        | Akten-Nr.     | Bild |
| ---- | --------------------------------------------- | ------------- | ---- |
| ()   | Brandgräberfeld der jüngeren Urnenfelderzeit. | D-1-8243-0195 |      |